# Nyctimystes kuduki
Espèce
Synonymes
- Litoria kuduki (Richards, 2007)

Statut de conservation UICN

 DD  : Données insuffisantes
Nyctimystes kuduki est une espèce d'amphibiens de la famille des Pelodryadidae.

## Répartition
Cette espèce est endémique de la province des Hautes-Terres méridionales en Papouasie-Nouvelle-Guinée. Elle se rencontre entre 900 et 930 m d'altitude à Iagifu Ridge près de Moro,.

## Description
Les mâles mesurent de 58,2 à 62,0 mm.

## Étymologie
Elle est nommée en l'honneur de Max Kuduk.

## Publication originale
- Richards, 2007 : A new species of Nyctimystes (Anura, Hylidae) from Papua New Guinea and comments on poorly-known members of the genus . Phyllomedusa, vol. 6, no 2, p. 105-118 (texte intégral).